# Рудник Параматта
Рудник Параматта – колишній дрібний гірничодобувний майданчик на півдні Австралії. 
В центральній частині півострова Йорк існували два великі мідні рудника – Валлару та Мунта, проте окрім них діяли й кілька дрібних. Так, в 1866-му почалась розробка родовища Параматта, що тривала до 1878-го, коли роботи припинили через падіння цін на продукцію копальні. На цей час рудник забезпечив вилучення 1400 тонн міді. 
В 1899-му розробку відновила французька компанія, що поглибила головну шахту з 133 до 247 метрів та змонтувала збагачувальне обладнання. На цей раз роботи тривали до 1907-го та були завершені через падіння якості руди на тлі чергового зниження ціни на мідь.
Загальний видобуток з рудника Параматта досягнув 4400 тонн.